# Chironectes minimus
Lo yapok (Chironectes minimus (Zimmermann, 1780)) conosciuto anche come opossum acquatico o sariga d'acqua, è un marsupiale, appartenente alla famiglia Didelphidae.
Si tratta dell'unico marsupiale acquatico.

## Etimologia
Il nome yapok deriva probabilmente dal fiume Oyapok in Guyana francese.

## Descrizione
Lo yapok è un piccolo opossum lungo circa 26-32 cm, con una coda lunga 36-40 cm circa. Il folto mantello, idrorepellente, è grigio con marmorizzazioni nere, mentre il muso e la fronte sono completamente neri. Le orecchie sono nude e arrotondate. È dotato di setole sensoriali a ciuffi sopra gli occhi e di baffi. La coda ha la base nera e la punta gialla o bianca.

## Biologia
Lo yapok è adattato perfettamente a nuotare, anche nell'eventualità che la femmina abbia un cucciolo. Il marsupio, rivolto all'indietro, è dotato di un anello muscolare, che quando viene contratto rende il marsupio a tenuta stagna.

### Riproduzione
L'accoppiamento avviene verso dicembre e i cuccioli (in numero da 1 a 5) nascono circa 2 settimane dopo. In 22 giorni ai piccoli spunta la pelliccia e in 40 aprono gli occhi. A 48 giorni di vita vengono svezzati dalla madre, ma rimangono con la madre per dormire e nutrirsi.

## Distribuzione e habitat
Lo yapok è diffuso in America centromeridionale, in un'area tra il Messico e l'Argentina.